# Iwasawa Kenkichi
Iwasawa Kenkichi (jap. 岩澤 健吉; * 11. September 1917 in Shinshuku, Kiryū; † 26. Oktober 1998 in Tokio) war ein japanischer Mathematiker, der grundlegende Beiträge zur algebraischen Zahlentheorie, speziell der Theorie der Kreisteilungskörper, lieferte. Außerdem befasste er sich mit topologischen Gruppen und Lie-Gruppen.

## Leben
Iwasawa ging in Tokio auf die Musashi-Oberschule – den Vorläufer der heutigen Musashi-Universität – und studierte ab 1937 an der Kaiserlichen Universität Tokio. 1940 erwarb er seinen Abschluss, wurde Assistent und promovierte 1945. Während der Kriegsjahre erkrankte er an Rippenfellentzündung und konnte erst 1947 an die Universität zurückkehren, wo er von 1949 bis 1955 Assistenzprofessor war. 1950 reiste er in die Vereinigten Staaten, wo er beim ICM 1950 in Cambridge (Massachusetts) eine Invited Lecture gab (A note on L functions). Von 1950 bis 1952 war er am Institute for Advanced Study in Princeton (New Jersey), danach bis 1967 Professor am MIT in Cambridge (Massachusetts) und dann bis zu seiner Emeritierung 1986 Professor in Princeton. 1987 kehrte er mit seiner Frau nach Tokio zurück.

## Werk
Iwasawa ist vor allem für seine Arbeiten zur algebraischen Zahlentheorie bekannt, speziell der Schaffung der tiefliegenden Iwasawa-Theorie der Erweiterungen algebraischer Zahlkörper, in der er beispielsweise in der Theorie der Kreisteilungskörper nicht nur die Körper der p-ten Einheitswurzeln über den rationalen Zahlen (mit p ungerade Primzahl) betrachtet, sondern gleichzeitig auch den unendlichen Turm der aus der Adjunktion {\displaystyle p^{n}}-ter Einheitswurzeln gebildeten Kreisteilungskörper.
Ausgangspunkt war sein Versuch, das Kriterium von Ernst Eduard Kummer zur Charakterisierung irregulärer Primzahlen (die die Klassenzahl des Körpers der p-ten Einheitswurzeln über den rationalen Zahlen teilen) und die p-adischen Zetafunktionen von Kubota und Leopoldt zu verstehen. Über den Zusammenhang der analytischen und algebraischen Aspekte seiner Theorie stellte er die Iwasawa-Vermutungen auf, die später von Barry Mazur und Andrew Wiles bewiesen wurden.
Neben seinen Arbeiten zur Zahlentheorie machten ihn auch seine Arbeiten zur Theorie topologischer Gruppen und Liegruppen bekannt. Er leistete wichtige Arbeiten (Annals of Mathematics 1949) zur Lösung des 5. Hilbertproblems (das fragt, ob jede lokal euklidische topologische Gruppe eine Lie-Gruppe ist), ein damals sehr aktives Forschungsgebiet. In diesem Zusammenhang führte er 1949 die Iwasawa-Zerlegung ein (On some types of topological groups, Annals of Mathematics).
In Japan erhielt er 1959 den Asahi-Preis, 1962 den Preis der japanischen Akademie, 1979 den Fujiwara-Preis. 1962 erhielt er den Colepreis. 1970 war er Invited Speaker auf dem Internationalen Mathematikerkongress in Nizza (On some infinite abelian extensions of algebraic number fields) und 1962 in Stockholm (A class number formula for cyclotomic fields). 1955 wurde er in die American Academy of Arts and Sciences gewählt.
Zu seinen Studenten zählten Ralph Greenberg und Lawrence C. Washington.